# Vetle Skagastølstind
Vetle Skagastølstind is een berg behorende bij de gemeente Luster in de provincie Vestland in Noorwegen. De berg heeft een hoogte van 2340 meter en is gelegen tussen de bergen Midtre Skagastølstind, Store Skagastølstind en Sentraltind. Ongeveer anderhalve kilometer naar het oosten liggen de Store Styggedalstinden en Jervvasstind.
De Vetle Skagastølstindt is onderdeel van het gebergte Hurrungane.